# 카보레인산
카보레인산(Carborane acid)은 화학식 H(CXB11Y5Z6)를 가지는 화합물들의 총칭으로, 대부분 초강산에 속한다. 2004년 캘리포니아 대학의 크리스토퍼 리드와 그의 동료에 의해 발견되었다.

## 화학적 성질

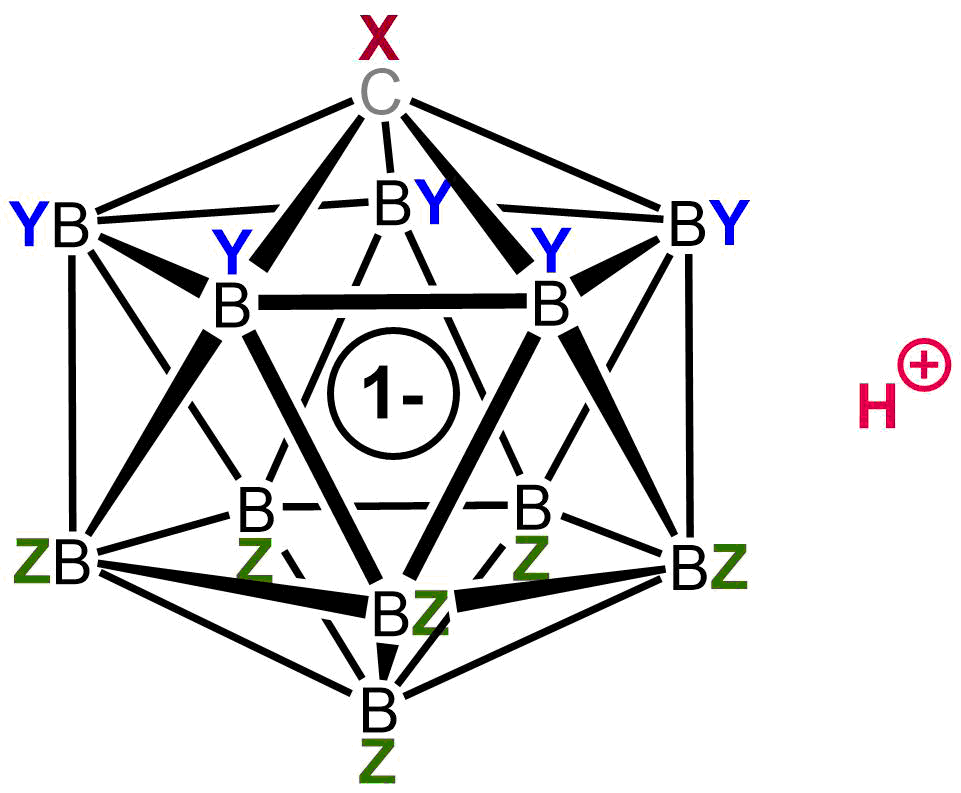
카보레인산의 일반적인 구조는 최대 3가지 다른 유형의 치환제인 X, Y, Z가 있다. 해리되기 전 양성자가 결합된 위치는 치환제의 종류에 따라 달라지며, 일반적인 구조식은 이러한 형태로 나타낸다.

위에서 나온 임의의 화학식 H(CXB11Y5Z6)에서, X는 수소, Y와 Z는 주로 알킬기, 할로젠원소, CF3등으로 치환되어있는 경우가 많다. 염화카보레인산(H(CHB11Cl11))은 X가 수소로, Y와 Z가 모두 11개의 염소로 치환되어있는 가장 대표적이고 안정화된 종류이다. 염소대신 11개의 플루오린으로 치환된 형태의 플루오르화카보레인산(H(CHB11F11)) 또한 존재하며 이는 염소로 치환된 형태보다 훨씬 강력하다. 
카보레인산의 높은 산도는 일반적으로 염소, 플루오린, CF3등의 전기음성적인 치환제에 의해 추가로 안정화되는 짝염기인 카보레인산 음이온(CXB11Y5Z6–)의 11가지 광범위한 공명구조에서 비롯된다. 산으로서의 부족한 특성과 매우 약한 친핵성 및 짝염기의 높은 안정성으로 인해 풀러렌을 분해하지 않고 양성자화시킬 수 있는 유일한 초강산으로 알려져있다. 또한 카보레인산은 벤젠과도 반응하여, 양성자화된 벤젠(C6H7+)과의 가용성 염을 형성하기도 한다. 

## 산도
카보레인산이 나타내는 Hammet산도함수는 -18 이하로, 이는 산도값이 -12인 황산보다도 백만 배 이상 강한 것이며 단일 화합물중에서는 가장 강력한 산에 속한다. 마법산, 플루오르안티모닉산 등은 브뢴스테드-로리 산과 루이스 산의 혼합 용액이기 때문에 항상 정확한 pKa 값을 구할 수 없었으나, 카보레인산의 경우 단일 분자이기 때문에 산도를 재는 것에 용이하다.